# Nathasampradaja
Nath jogi, Nath sampradaja, Nathasampradaja – ruch religijny w ramach śiwaizmu, której historycznym założycielem był Matsjendranath, a najsławniejszym przedstawicielem – Gorakhnath. Wywodzi się z wcześniejszej tradycji siddhów, lecz prawdopodobnie niektóre elementy zarówno doktrynalne, jak i dotyczące praktyki zostały zapożyczone z tantry. Z kolei tradycja nathów wywarła znaczny wpływ na buddyzm tybetański.